# Pycreus cataractarum
Pycreus cataractarum är en halvgräsart som beskrevs av Charles Baron Clarke. Pycreus cataractarum ingår i släktet Pycreus och familjen halvgräs. Inga underarter finns listade i Catalogue of Life.